# Nesticus beroni
Nesticus beroni là một loài nhện trong họ Nesticidae.
Loài này thuộc chi Nesticus. Nesticus beroni được miêu tả năm 1977 bởi Deltshev.